# Хайденау
Хайденау (на немски: Heidenau) е град в Германия, разположен в окръг Саксонска Швейцария - Източен Ерцгебирге, провинция Саксония. Към 31 декември 2011 година населението на града е 16 423 души.